# José Ayarzagüena
José Ayarzagüena Sanz (1952 - 2011) fue un herpetólogo español. Dirigió la Estación biológica de El Frío, Venezuela, y además trabajó para la Fundación Amigos del Coto de Doñana. Se doctoró por la Universidad Complutense de Madrid en 1982 versando su tesis sobre la ecología del caimán de anteojos (Caiman crocodilus) o baba en los Llanos de Apure (Venezuela). Trabajo en los estados Amacuro y Apure, donde dedicó gran parte de su vida a la educación, colaborando y construyendo bases éticas y morales en todo aquel que lo rodeaba, incluso creó escuelas informales, sin fines de lucro para los trabajadores y residentes en Boca de Macareo (Delta Amacuro); donde se les enseñaba a leer, y actividades básicas para laborar.

## Algunas publicaciones

### Libros
- tony Crocetta, gabriel Osorio, josé Ayarzagüena Sanz, natalia Díaz Peña, iván Darío Maldonado. 2008. Hato El Frío: el corazón de los llanos : en homenaje al legado ecológico de Iván Darío Maldonado (28.1.1913-8.9.2007). Editor C.A. Invega, 192 pp.

- álvaro Velasco, josé Ayarzagüena Sanz. 1995. Situación actual de las poblaciones de Baba (Caiman crocodilus) sometidas a aprovechamiento comercial en los llanos venezolanos. N.º 5 de Publicaciones de la Asociación de Amigos de Doñana. Editor Asociación Amigos de Doñana, 71 pp.

- josé Ayarzagüena Sanz. 1992. Los centrolenidos de la Guayana venezolana. N.º 1 de Publicaciones de la Asociación de Amigos de Doñana. 48 pp.

- -----------------------------. 1983. Ecología del caiman de anteojos o baba (Caiman crocodilus Linnaeus) en los Llanos de Apure (Venezuela). Volumen 10, N.º 3 de Doñana: Acta vertebrata. Editor Estación Biológica de Doñaña, 136 pp.

- -----------------------------, cristina Ramo, jacobo Pérez Torres. 1981. Los garceros del llano. Cuadernos Lagoven: Hombre y su ambiente. Editor Dto. de Relaciones Públicas de Lagoven Filial de Petróleos de Venezuela, 43 pp.

## Epónimos
- Anomaloglossus ayarzaguenai (La Marca, 1997)
- Osteocephalus ayarzaguenai Gorzula & Señaris, 1997
- Typhlophis ayarzaguenai Señaris, 1998

## Taxonesdescriptos
- Celsiella Guayasamin, Castroviejo-Fisher, Trueb, Ayarzagüena, Rada & Vilà, 2009
- Celsiella vozmedianoi (Ayarzagüena & Señaris, 1997)
- Chimerella Guayasamin, Castroviejo-Fisher, Trueb, Ayarzagüena, Rada & Vilà, 2009
- Cochranella duidaeana (Ayarzagüena, 1992)
- Cochranella riveroi (Ayarzagüena, 1992)
- Dischidodactylus colonnelloi Ayarzagüena, 1985
- Espadarana Guayasamin, Castroviejo-Fisher, Trueb, Ayarzagüena, Rada & Vilà, 2009
- Gymnophthalmus cryptus Hoogmoed, Cole & Ayarzagüena, 1992
- Hyalinobatrachinae Guayasamin, Castroviejo-Fisher, Trueb, Ayarzagüena, Rada & Vilà, 2009
- Hyalinobatrachium iaspidiense (Ayarzagüena, 1992)
- Hyalinobatrachium mondolfii Señaris & Ayarzagüena, 2001
- Hyalinobatrachium tatayoi Castroviejo-Fisher, Ayarzagüena & Vilà, 2007
- Hypsiboas jimenezi Señaris & Ayarzagüena, 2006
- Hypsiboas rhythmicus (Señaris & Ayarzagüena, 2002)
- Ikakogi Guayasamin, Castroviejo-Fisher, Trueb, Ayarzagüena, Rada & Vilà, 2009
- Metaphryniscus sosai Señaris, Ayarzagüena & Gorzula, 1994
- Myersiohyla aromatica (Ayarzagüena & Señaris, 1994)
- Myersiohyla inparquesi (Ayarzagüena & Señaris, 1994)
- Oreophrynella nigra Señaris, Ayarzagüena & Gorzula, 1994
- Oreophrynella vasquezi Señaris, Ayarzagüena & Gorzula, 1994
- Rulyrana Guayasamin, Castroviejo-Fisher, Trueb, Ayarzagüena, Rada & Vilà, 2009
- Sachatamia Guayasamin, Castroviejo-Fisher, Trueb, Ayarzagüena, Rada & Vilà, 2009
- Stefania oculosa Señaris, Ayarzagüena & Gorzula, 1997
- Stefania percristata Señaris, Ayarzagüena & Gorzula, 1997
- Stefania riveroi Señaris, Ayarzagüena & Gorzula, 1997
- Stefania satelles Señaris, Ayarzagüena & Gorzula, 1997
- Stefania schuberti Señaris, Ayarzagüena & Gorzula, 1997
- Tepuihyla aecii Ayarzagüena, Señaris & Gorzula, 1993
- Tepuihyla Ayarzagüena, Señaris & Gorzula, 1993
- Tepuihyla edelcae (Ayarzagüena, Señaris & Gorzula, 1993)
- Tepuihyla galani Ayarzagüena, Señaris & Gorzula, 1993
- Tepuihyla luteolabris Ayarzagüena, Señaris & Gorzula, 1993
- Tepuihyla rimarum Ayarzagüena, Señaris & Gorzula, 1993
- Thamnodynastes corocoroensis Gorzula & Ayarzagüena, 1996
- Thamnodynastes marahuaquensis Gorzula & Ayarzagüena, 1996
- Vitreorana castroviejoi (Ayarzagüena & Señaris, 1997)
- Vitreorana gorzulae (Ayarzagüena, 1992)
- Vitreorana Guayasamin, Castroviejo-Fisher, Trueb, Ayarzagüena, Rada & Vilà, 2009
- Vitreorana helenae (Ayarzagüena, 1992

## Abreviatura (zoología)
La abreviatura Ayarzagüena  se emplea para indicar a José Ayarzagüena como autoridad en la descripción y taxonomía en zoología.

- Datos: Q3186186
- Especies: José Ayarzagüena